# Koppány
Koppány o Cupan (... – Comitato di Somogy o pressi di Veszprém, 997 o 998) è stato un nobile ungherese che ricoprì in vita il ruolo di duca di Somogy.
Ritenuto dalla grande maggioranza degli studiosi moderni un membro della dinastia reale magiara degli Arpadi, Koppány esercitò il suo potere sulla regione meridionale del Transdanubio durante il governo di Géza, gran principe attivo tra l'inizio degli anni 970 e il 997. 
Dopo la morte di Géza, Koppány rivendicò per sé il trono contro il volere del defunto, il quale aveva spinto i nobili a confermare la successione alla massima carica per suo figlio, Stefano. La sua rivendicazione fu sostenuta principalmente da Ungari di fede pagana che si opponevano al cristianesimo professato dal figlio di Géza e che lo affiancarono militarmente, ma l'esercito reale mise in rotta il suo esercito vicino a Veszprém nel 997 o 998. Koppány fu ucciso nel corso della battaglia o comunque nel territorio del ducato che amministrava, dove verosimilmente si recò se sfuggì agli scontri. Il suo cadavere fu smembrato in quattro pezzi e poi esposto, a scopo deterrente, sulle mura delle quattro principali roccaforti dell'Ungheria, ovvero Győr, Veszprém, Esztergom e Gyulafehérvár (oggi Alba Iulia, in Romania).

## Biografia

### Origini
Secondo la Chronica Picta, una preziosa opera medievale risalente al XIV secolo, Koppány era figlio di Zerindo il Calvo. Malgrado la fonte non menzioni della sua discendenza da Álmos o Árpád, il primo gran principe degli Ungari, il suo tentativo di impadronirsi del trono dimostra che fosse un membro della dinastia degli Arpadi. Il dibattito storiografico resta ancora in merito a quale dei quattro o cinque figli di Árpád fosse l'esatto antenato di Koppány. Gli storici Gyula Kristó, László Szegfű e György Szabados affermano che Koppány discendeva probabilmente dal figlio maggiore di Árpád, Tarkatzus, mentre Kornél Bakay, che ha identificato Zerindo il Calvo con Ladislao il Calvo, ipotizza che il figlio più giovane di Árpád, Zoltán, corrispondesse all'antenato di Koppány. La data esatta della nascita di Koppány non può essere individuata con certezza, potendosi solo compiere delle ipotesi. Risulta verosimile ipotizzare che nacque tra il 950 e il 965 circa, in quanto la sua pretesa al trono nel 997 lascia intuire che si trattasse del membro più anziano della dinastia degli Arpadi attivo in quel momento.

### Duca di Somogy
La Chronica Picta del XIV secolo riferiva che «il duca Cupan [...] esercitava il suo potere un ducato» (ducatum tenebat) durante il regno di Géza, gran principe degli Ungari. Géza, che ascese il trono intorno al 972, viene descritto come un monarca crudele nelle leggende della fine dell'XI secolo. Secondo lo storico Pál Engel, la sua fama, unita al fatto che solo pochi membri della fine del X secolo della famiglia reale risultano noti, suggerisce che Géza avesse ucciso la maggioranza dei suoi parenti.
Malgrado Géza avesse di certo messo in atto una vera e propria epurazione dei suoi consanguinei, Koppány non figurava tra le vittime delle politiche aggressive del gran principe. Secondo la Chronica Picta, il ruolo ricoperto dal nobile magiaro era quello di «duca di Symigium» (o di Somogy). Due testimonianze successive, nello specifico il francescano del XV secolo Osvát Laskai e un monaco certosino sconosciuto del XVI secolo, riferivano che Koppány aveva inoltre agito da signore di Zala. Sulla base degli scritti disponibili, gli storici moderni concordano sul fatto che Koppány amministrasse la regione sud-occidentale del Transdanubio, molto probabilmente tra il lago Balaton e il fiume Dráva. Szabados sostiene che il padre di Koppány avesse esercitato il medesimo ruolo del figlio a Somogy e Zala; al contrario, László Kontler asserisce che Koppány ricevette il suo ducato su decisione di Géza a titolo di premio dopo che il gran principe nominò suo figlio, Stefano, quale suo erede.

### Ribellione e morte

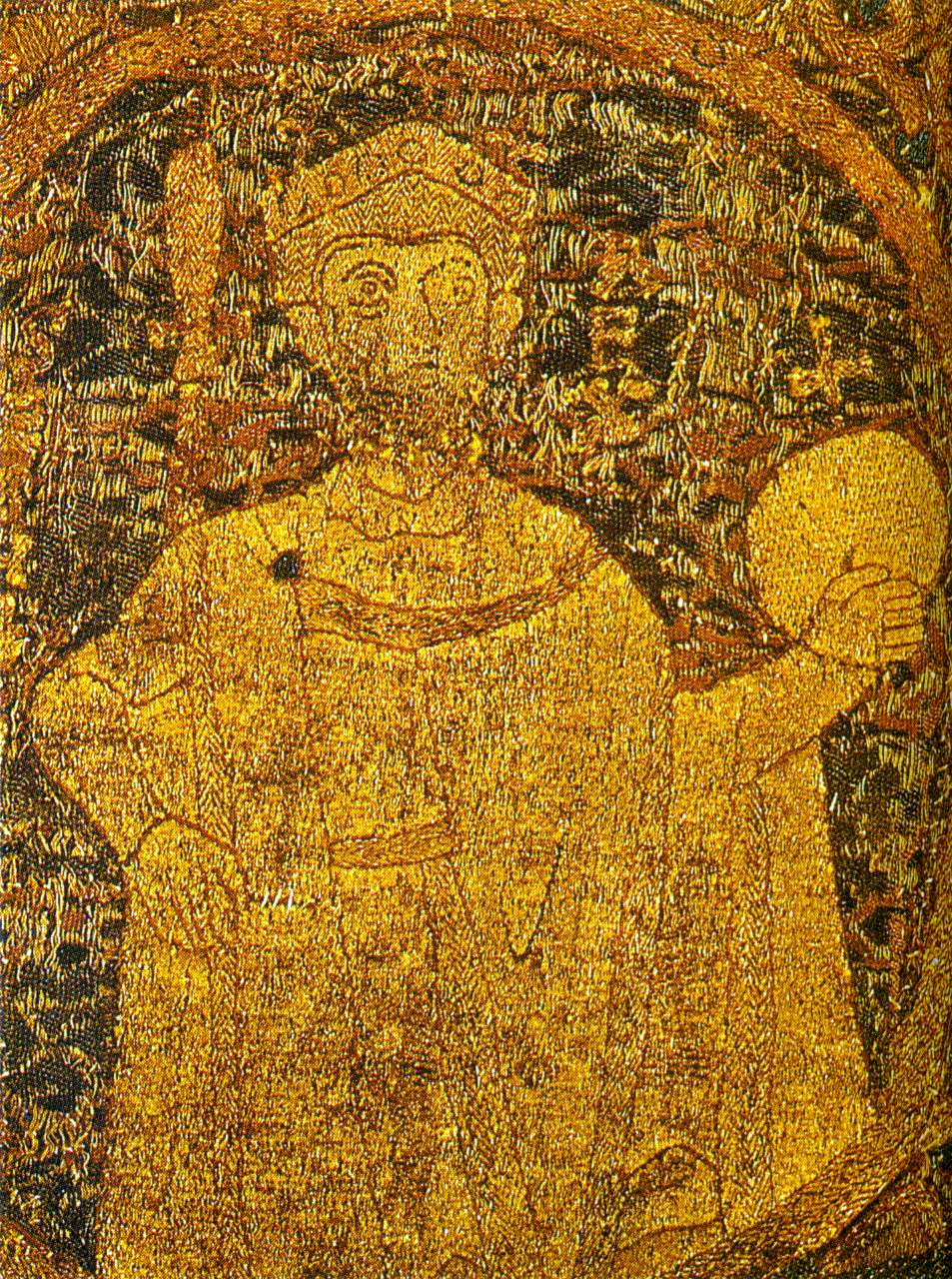
Ritratto di Stefano, successore di Géza. Koppány tentò senza successo di detronizzarlo

Géza si spense per cause naturali nel 997. L'ascesa al trono di Stefano, avvenuta nello stesso anno o in quello successivo, appariva in linea con il principio della primogenitura, che prescriveva che al padre subentrasse il figlio. Tale prassi si poneva però in contrasto con la tradizionale modalità di successione per anzianità, la quale voleva che a Géza avrebbe dovuto fare seguito il membro più vecchio vivente della dinastia degli Arpadi, ossia, in quel momento, Koppány. Secondo l'usanza pagana del matrimonio levirato, Koppány chiese pure la mano alla vedova di Géza, Sarolta. Sebbene non sia impossibile che Koppány fosse già stato battezzato, nel 972, la maggioranza dei suoi sostenitori era pagana, oltre che avversa al cristianesimo rappresentato da Stefano e dal suo seguito prevalentemente teutonico. Proprio per questo motivo gli accademici ipotizzano che Koppány fosse pagano o comunque incline alla religione tradizionale.
Nell'atto quasi contemporaneo di fondazione dell'Arciabbazia di Pannonhalma, Stefano menzionò di «un certo comitato di nome Somogy» che tentò di detronizzarlo dopo la morte di suo padre. La Leggenda minore di re Santo Stefano, redatta nella fine dell'XI secolo, dichiarava che «alcuni nobili il cui cuore era incline a banchetti oziosi» si rivoltarono contro Stefano dopo la sua ascesa al trono. Entrambi i testi suggeriscono che non si deve a Stefano lo scoppio delle ostilità, ma a Koppány.
Koppány iniziò, secondo la Leggenda minore, a «distruggere i castelli di Stefano, saccheggiare le sue proprietà [e] uccidere i suoi servi». La stessa fonte riferisce inoltre che Koppány cinse l'assedio Veszprém: tuttavia, Stefano radunò in fretta un'armata e marciò verso la fortezza riuscendo ad annientare le truppe del suo rivale. I cavalieri tedeschi stabilitisi in Ungheria dopo che, nel 996, Stefano aveva sposato Gisella di Baviera, svolsero un ruolo indiscutibile nella vittoria dell'esercito reale. Il comandante dell'esercito reale, Vencelino di Wasserburg, figurava tra gli immigrati tedeschi giunti in terra magiara. L'atto di fondazione del monastero di Pannonhalma si riferiva addirittura alla guerra civile come una lotta tra «tedeschi e ungheresi».
Secondo il capitolo 64 della Chronica Picta, Koppány fu ucciso da Vencelino nella battaglia svoltasi vicino a Veszprém. In maniera contraddittoria, il capitolo 40 della stessa cronaca asserisce che Vecelino si rese responsabile dell'assassinio di Koppány a Somogy. Se fosse quest'ultimo il resoconto valido, Koppány sfuggì dal campo di battaglia dopo la sua sconfitta a Veszprém, ma l'esercito reale lo inseguì e lo uccise nel suo ducato. Su ordine di Stefano, il corpo di Koppány venne squartato e le sue parti furono appese alle mura di Esztergom, Veszprém, Győr e Gyulafehérvár (odierna Alba Iulia, in Romania).

### Fonti primarie
- Dezső Dercsényi, Leslie S. Domonkos (a cura di), Chronica Picta, Corvina, Taplinger Publishing, 1970, ISBN 0-8008-4015-1.

### Fonti secondarie
- (EN) Bryan Cartledge, The Will to Survive: A History of Hungary, C. Hurst & Co, 2011, ISBN 978-1-84904-112-6.
- (EN) Pál Engel, The Realm of St Stephen: A History of Medieval Hungary, 895-1526, I.B. Tauris Publishers, 2001, ISBN 1-86064-061-3.
- (EN) György Györffy, King Saint Stephen of Hungary, Atlantic Research and Publications, 1994, ISBN 978-0-88033-300-9.
- (EN) László Kontler, Millennium in Central Europe: A History of Hungary, Atlantisz Publishing House, 1999, ISBN 963-9165-37-9.
- Gyula Kristó, The Life of King Stephen the Saint, in Saint Stephen and His Country: A Newborn Kingdom in Central Europe - Hungary, Lucidus Kiadó, 2001,  pp. 15-36, ISBN 978-963-86163-9-5.
- (HU) György Szabados, Magyar államalapítások a IX-X. században [La Fondazione degli Stati Ungheresi nel IX-X secolo], Szegedi Középkorász Műhely, 2011, ISBN 978-963-08-2083-7.
- (HU) László Szegfű, Koppány, in Korai magyar történeti lexikon (9–14. század) [Enciclopedia dell'Antica Storia Ungherese (IX-XIX secolo)], Akadémiai Kiadó, 1994,  p. 368, ISBN 963-05-6722-9.